# Robin Haase
Robin Haase (n. 6 aprilie 1987, Haga, Olanda de Sud, Țările de Jos) este un tenismen profesionist neerlandez. În iulie 2012 a atins cea mai înaltă poziție în clasamentul ATP la simplu, locul 33 mondial, și a câștigat două titluri de simplu, la Austrian Open Kitzbühel, atât în 2011, cât și în 2012. A ajuns în semifinalele de la Canadian Open 2017 și cel mai bun rezultat la turneele de Grand Slam la simplu a fost runda a treia la Australian Open 2011 și la Wimbledon 2011.
La dublu, cea mai înaltă poziție în clasament este locul 30 mondial, în mai 2019, și a câștigat opt titluri pe Circuitul ATP, în special Rotterdam Open 2022 cu Matwé Middelkoop. Haase a ajuns în finala Australian Open 2013 la dublu alături de compatriotul Igor Sijsling și a ajuns, de asemenea, la trei finale de dublu la nivelul ATP 1000. El a reprezentat Țările de Jos în Cupa Davis din 2006 și a concurat și la Jocurile Olimpice din 2012 și 2016.